# باسکنس د اخدا
باسکنس د اخدا (به اسپانیایی: Báscones de Ojeda) یک شهرستان در اسپانیا است که در استان پالنسیا واقع شده‌است.

## خصوصیات
باسکنس د اخدا ۱۸ کیلومترمربع مساحت و ۱۹۵ نفر جمعیت دارد.